# 318-я истребительная авиационная дивизия
318-я истреби́тельная авиацио́нная диви́зия ПВО (318-я иад ПВО) — соединение Военно-Воздушных сил (ВВС) Вооружённых Сил РККА, принимавшее участие в боевых действиях Великой Отечественной войны, выполнявшее задачи ПВО.

## Наименования дивизии
- 318-я истребительная авиационная дивизия[1];
- 318-я истребительная авиационная дивизия ПВО[1];
- Войсковая часть (полевая почта) 65379[1].

## Создание дивизии
318-я истребительная авиационная дивизия сформирована приказом НКО в июне 1943 года приданием истребительных авиационных полков из состава 6-го истребительного авиационного корпуса ПВО в составе 1-й воздушной истребительной армии ПВО Московского фронта ПВО. Управление дивизии базировалось во Внуково.

## Расформирование дивизии
317-я истребительная авиационная дивизия была расформирована в июле 1946 года в составе войск ПВО страны.

## В действующей армии
В составе действующей армии:
- с 26 июня 1943 года по 1 октября 1943 года.

## Командир дивизии
| Звание                  | Имя                        | Период                  | Примечание |
| ----------------------- | -------------------------- | ----------------------- | ---------- |
| Подполковник, Полковник | Демидов, Нестор Филиппович | 26.06.1943 — 09.05.1945 |            |

- заместитель командира дивизии подполковник Найденко, Василий Михайлович
- начальник штаба дивизии полковник Кудрявцев

## В составе объединений
| Дата          | Фронт (округ)             | Зона ПВО | Армия (дивизия ПВО)                     | Примечания |
| ------------- | ------------------------- | -------- | --------------------------------------- | ---------- |
| 26.06.1943 г. | Московский фронт ПВО      | -        | 1-я воздушная истребительная армия ПВО  | -          |
| 10.07.1943 г. | Западный фронт ПВО        |          | 1-я воздушная истребительная армия ПВО  | -          |
| 21.04.1944 г. | Северный фронт ПВО        | -        | 1-я воздушная истребительная армия ПВО  | -          |
| 24.12.1944 г. | Войска ПВО страны         | -        | 1-я воздушная истребительная армия ПВО  | -          |
| 01.01.1945 г. | Центральный фронт ПВО     | -        | 1-я воздушная истребительная армия ПВО  | -          |
| 09.05.1945 г. | Центральный фронт ПВО     | -        | 1-я воздушная истребительная армия ПВО  | -          |
| 25.10.1945 г. | Центральный округ ПВО     | -        | 1-я воздушная истребительная армия ПВО  | -          |
| 01.02.1946 г. | Центральный округ ПВО     | -        | 19-я воздушная истребительная армия ПВО | -          |
| 23.05.1946 г. | Северо-Западный округ ПВО | -        | 19-я воздушная истребительная армия ПВО | -          |

## Части и отдельные подразделения дивизии
За весь период своего существования боевой состав дивизии претерпевал изменения, в различное время в её состав входили полки:
| Период                        | Части                                                                   | Примечание                      |
| ----------------------------- | ----------------------------------------------------------------------- | ------------------------------- |
| 29.07.1944 г. — 03.02.1945 г. | 12-й гвардейский истребительный авиационный полк (Центральный аэродром) | Передан в состав 317-й иад ПВО  |
| 15.11.1943 г. — 30.05.1946 г. | 11-й истребительный авиационный полк ПВО (Двоевка, Инютино)             | расформирован                   |
| 09.06.1943 г. — 09.05.1949 г. | 28-й истребительный авиационный полк ПВО (Внуково)                      | вошёл в состав 98-й гв. иад ПВО |
| 03.05.1945 г. — 08.06.1946 г. | 488-й истребительный авиационный полк                                   | расформирован                   |
| 09.06.1943 г. — 03.05.1945 г. | 562-й истребительный авиационный полк (Инютино)                         | Передан в состав 317-й иад ПВО  |
| 09.06.1943 г. — 01.02.1945 г. | 564-й истребительный авиационный полк (Суково)                          | Передан в состав 147-й иад ПВО  |
| 09.06.1943 г. — 05.02.1946 г. | 565-й истребительный авиационный полк (Кубинка)                         | расформирован                   |
|                               | 643-й батальон аэродромного обслуживания                                |                                 |
|                               | 644-й батальон аэродромного обслуживания                                |                                 |
|                               | 646-й батальон аэродромного обслуживания                                |                                 |

## Участие в операциях и битвах
- прикрытие войск и объектов тыла